# 防犯カメラ

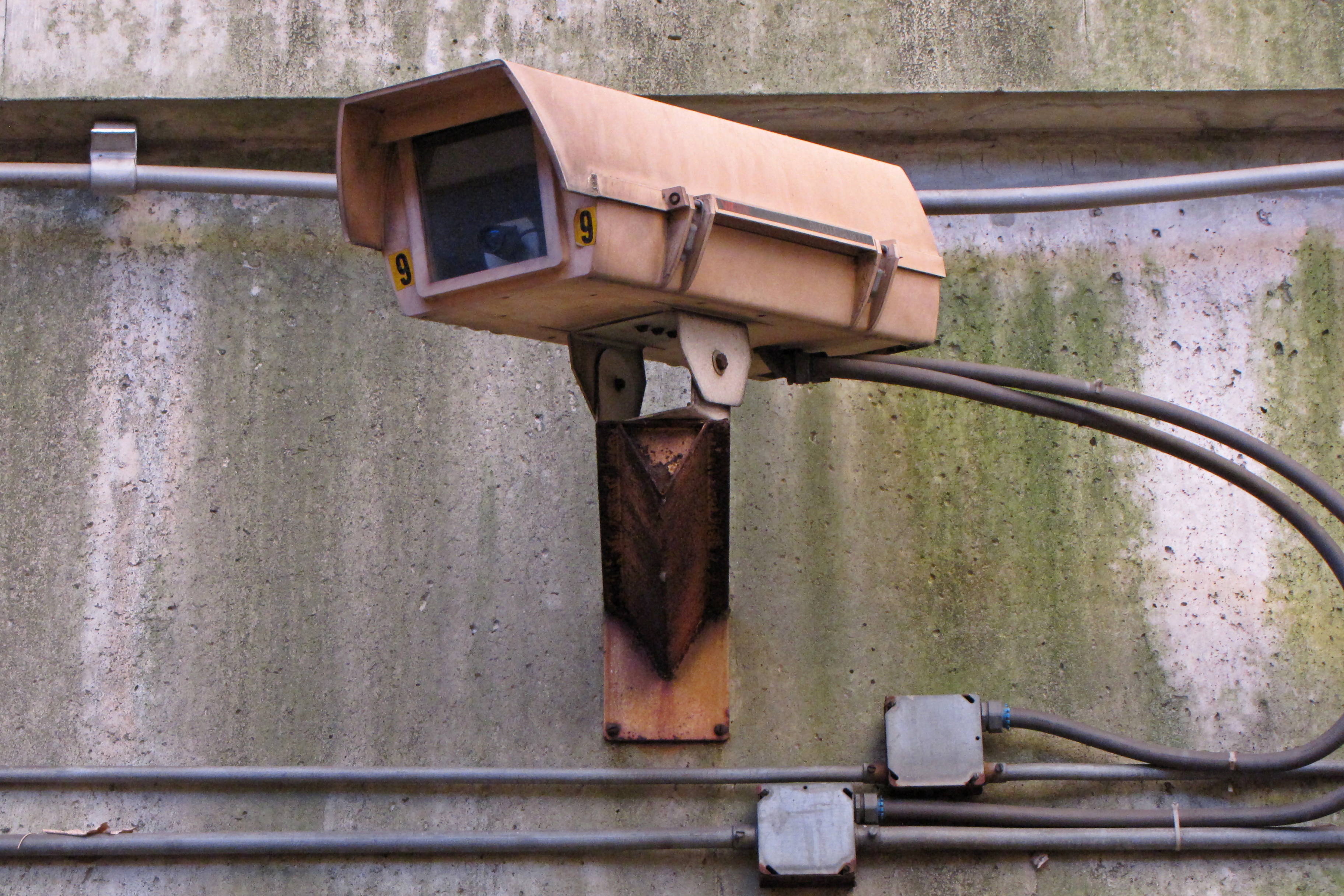
有線接続による従来型の防犯カメラ
録画しかできず、外見で威嚇する。明らかに防犯カメラと分かる外見になっている。

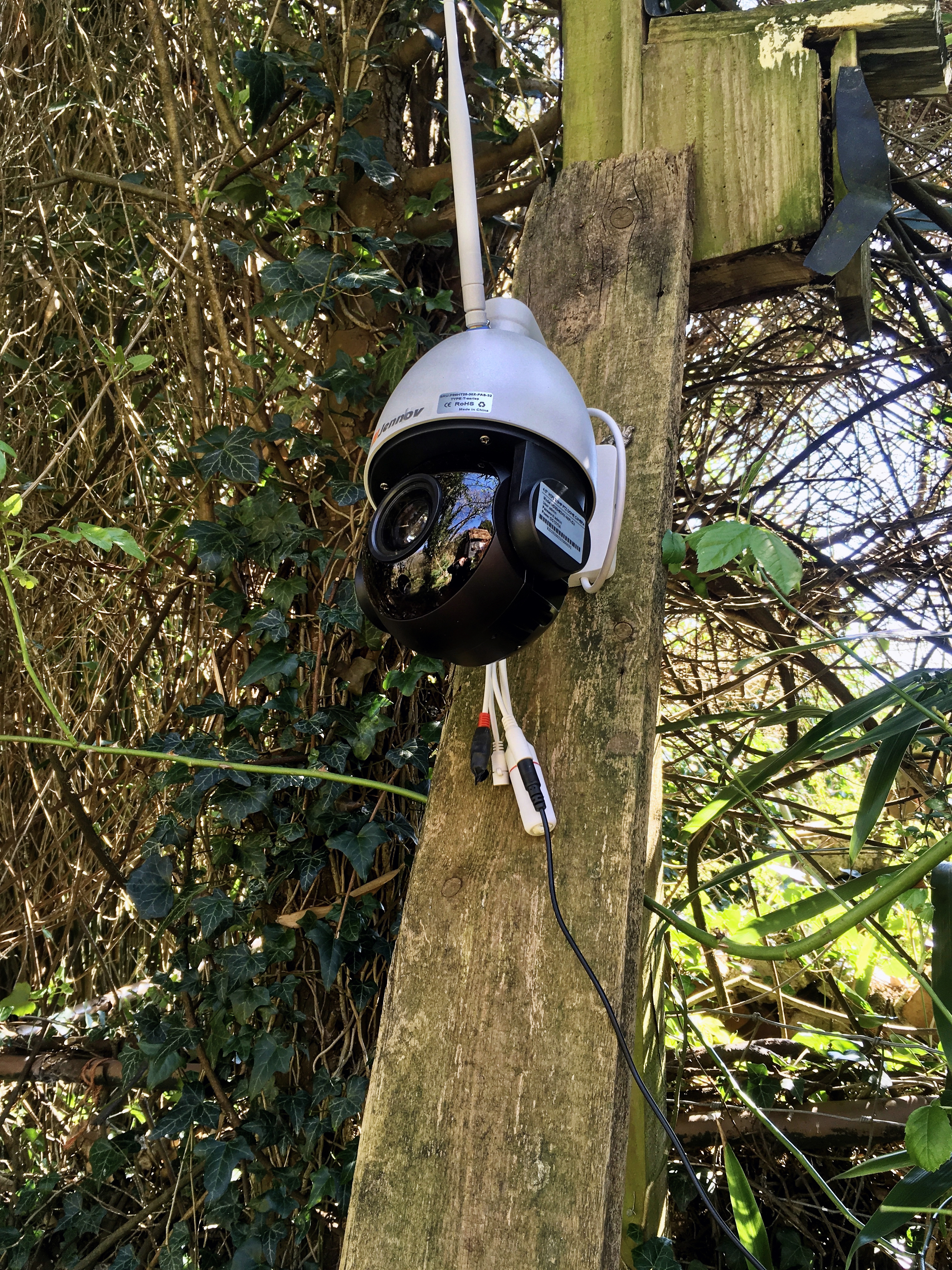
Wi-Fi接続によるネットワークカメラ
全ての処理がデジタル化されており、パン(Pan)・チルト(Tilt)・ズーム(Zoom)の遠隔操作も可能である。

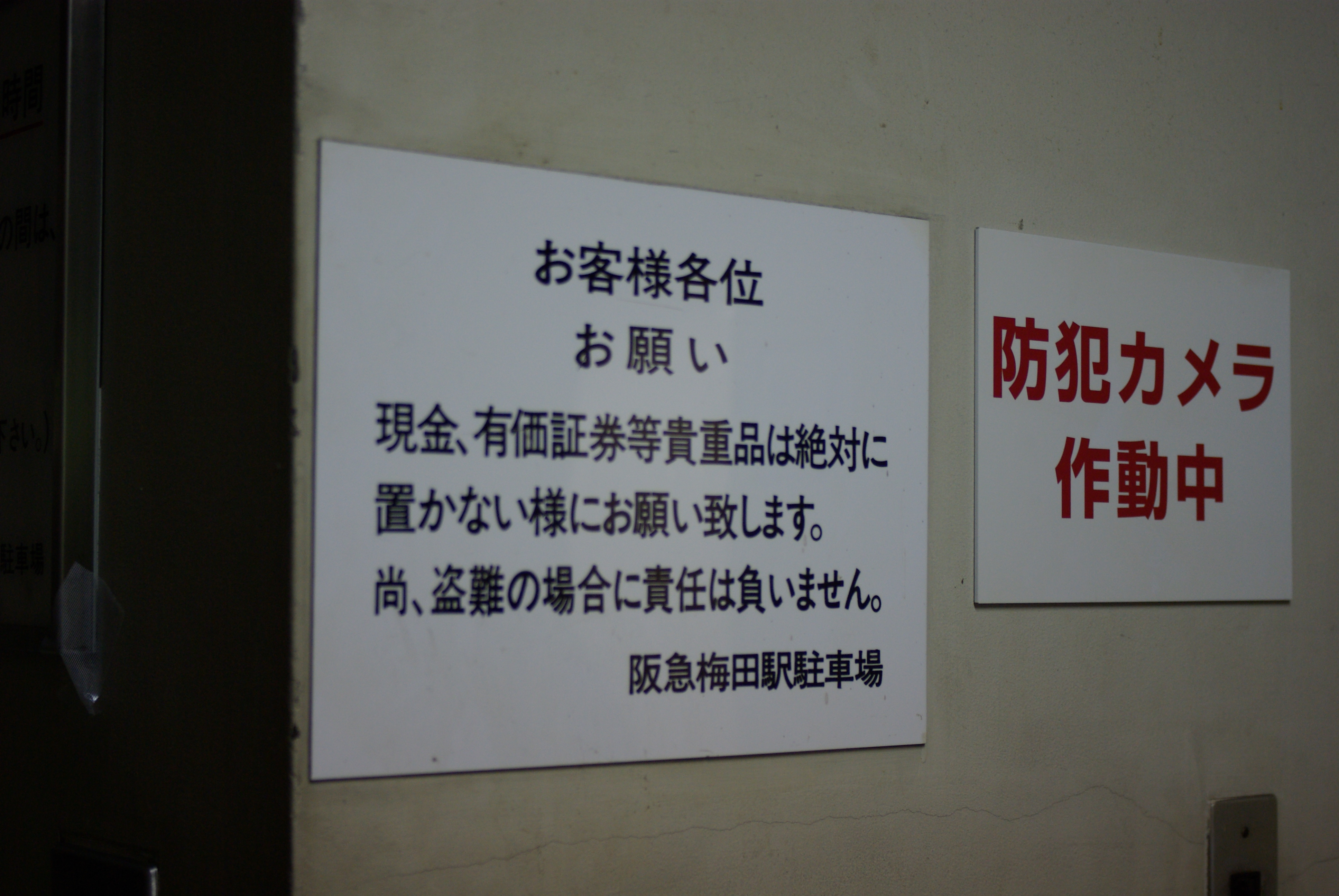
防犯カメラ作動中を知らせる壁面表示の例

防犯カメラ（ぼうはんカメラ）は、未然に犯罪を防ぐことを目的に設置されるビデオカメラで、機械警備の構成要素である。

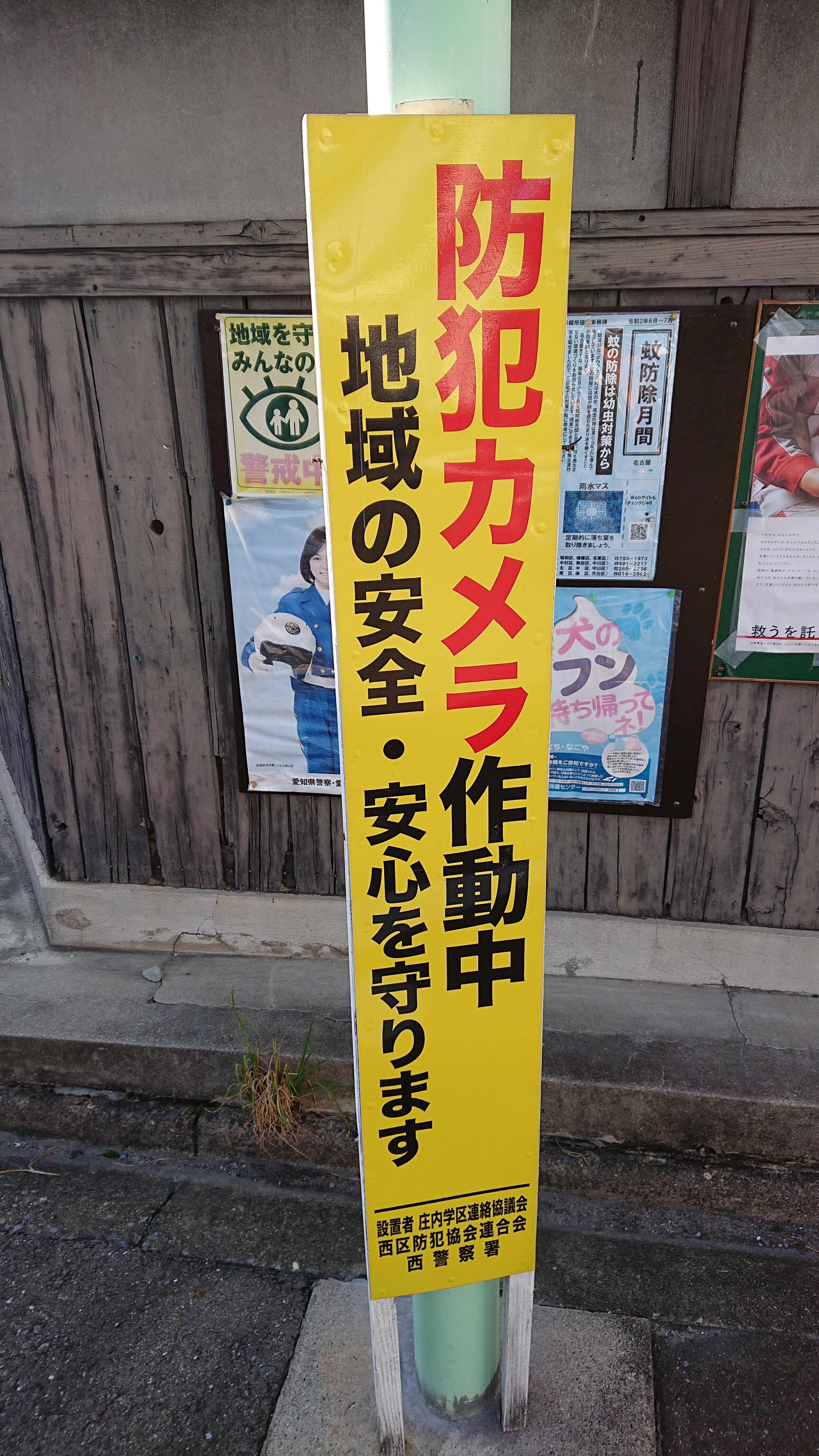
防犯カメラ作動中を知らせる立て看板

## 概要
監視カメラは、監視や記録が目的のために目立たない場所に設置されるが、防犯カメラは、未然に犯罪を防ぐことを目的として分かりやすい場所に設置される。侵入者に対してカメラ本体を分かりやすく示し、防犯対策を行っていることを明確に意識させる方法で、威嚇効果を狙う設置方法が基本である。施設への侵入を防ぐため、主に屋外に設置され、昼間は日光をそのまま利用して撮影するが、夜間は付近に照明がない場合、カメラ本体から赤外線を常時照射して暗視を行う。防犯カメラのデジタル化は進んでおり、遠隔操作やAIの進歩により、侵入者に向けて防犯灯を点灯したり、警報音を鳴らしたりするなどして能動的に威嚇する機能を持つ防犯カメラも発売されている。但し、催涙スプレーやスタンガンやネットランチャーなど、侵入者を傷害する可能性がある能力は過剰防衛になるため付与されない。なお、侵入者に威嚇が無視された場合、防犯カメラだけで実力行使を止めることは不可能である（防犯カメラ自体が破壊される可能性もある）。録画方法にはカメラ本体搭載のメモリーカード，管理室に置くDVR・NVR，インターネット上のクラウドなど様々な方法があり、各々で録画した映像が失われることがあるため、証拠保全の確実さを求めるのであれば同じカメラの映像を複数の方法で同時に記録する必要がある。防犯カメラの威嚇効果を高める上では、防犯カメラ設置済みについての警告表示を対外的に行う措置も有効である。

### 家庭用防犯カメラ
2000年代からの家庭内LANの普及により、ホームセキュリティ業者に委託せずとも自前で設置と運用が可能な家庭用の防犯カメラが多数販売されている。こうした防犯カメラを導入すると業者に委託しない分だけ低コストで機械警備を実現でき、警備員の到着を待たずに即座に警察への通報に繋げることができるが、居住者自らが防犯カメラを運用し侵入者を発見して警察に通報する必要があるという欠点が生じてしまう。居住者自らが防犯カメラを運用する警備手法は自主機械警備と呼ぶ。自主機械警備とする場合でも、一定の知識が必要になる防犯カメラの選定・設置・設定は業者に任せることはできる。基本の設置場所は、玄関，窓，裏口，庭，駐車場，ベランダなど、侵入経路になりやすい場所である。

### 防犯カメラの高機能化
20世紀までは単純に映像信号を伝送するだけのアナログカメラが多く、複数のカメラから出力される低解像度のアナログビデオ信号を専用機器に集約して表示していたが、LANが進歩した21世紀ではネットワークカメラであることが普通で、想定される侵入経路において死角ができないように複数台の防犯カメラを設置して、収集した情報を管理者・警備会社が使うコンピュータの監視アプリケーションで統合表示する。時代が進むにつれて一部の防犯カメラでは4K解像度をサポートするようになっている。AIが普及する以前の防犯カメラは撮影した映像を録画する機能しか持たず、威嚇についてもカメラ本体を侵入者に見せつける方法しかなかった。しかし2020年代以降、エッジAI機能とクラウドAI機能が搭載されることが普通になり、カメラ単体でも搭載するプロセッサの許容範囲内でリアルタイムな録画や動体検知や人物追跡や自動警告を行える上に、複数のカメラの情報を強力な処理能力を持つクラウドに送って自動分析する方法で、リアルタイム性は劣るもののより高度な画像認識や解析の他、複数のカメラを統合して広域監視システムを構築することも可能になっている。従来から需要が高い業務用防犯カメラは当然のこととして、手口が高度化する住宅犯罪の関係で家庭用防犯カメラの進歩も著しい。Wi-Fi接続かつソーラー充電式の製品であれば、ケーブル配線工事を行わなくても設置可能であるため、屋外用の電力線や有線LANが整備されていない古い戸建住宅にも容易に設置可能で、AIのサポートによる高度な侵入者検知・撃退が行えるようになる。また、スマートフォンなどの端末を介してインターネット越しに自宅の状況を監視し、侵入者に対応することも可能になる。2024年時点では戸建住宅の防犯カメラ設置率はマンションに比べて圧倒的に低く、侵入犯罪が狙われているため、AI搭載防犯カメラは今後の防犯対策で主流になると予測されている。

### 広域センサーとしての防犯カメラ
広範囲の防犯や捜査を効率的に実施する上で、街中に設置された防犯カメラの映像は不可欠になっている。
JR博多シティは、AIで防犯カメラの映像を解析し、暴力行為や転倒などを検知する取り組みを始めた。異常を検知すると警告を発し、警備員が現場に駆けつける仕組みを構築した。映像を監視していた人員の削減に加え、エリアごとの混雑度の分析などマーケティングへの応用も探る。
警視庁では『リレー方式』という、複数の防犯カメラの映像を辿って人物を追跡する方法が用いられている。リレー方式には市民が設置した防犯カメラの映像も用いられている。
2009年4月、警視庁はデータの収集や分析をメインとする捜査支援分析センターを設立した。それから2年後の2011年に、東京都目黒区で起きた元会社役員殺人事件にて、リレー方式が初めて採用された。事件後、警視総監の樋口建史が東京23区の防犯カメラの設置範囲の拡大を推し進めた。この事件では、被害者の周囲で事件につながるトラブルがなく、犯人は都外の出身者且つ動機も金目当てだったため、防犯カメラをたどらなければ捜査が続いていたかもしれないと当時の捜査関係者は推測している。この手法は東京都以外の地域でも採用されており、たとえば群馬県警が防犯カメラを重要な手掛かりとして犯人を特定した事件の割合は、2023年に摘発した刑法犯全体の約16%にあたる。
大手電機メーカーでは複数台のカメラから複数の人物の移動を追跡できるAIも開発されている。
その一方、犯罪者が防犯カメラに映らないように意識したり、犯行場所も防犯カメラの多い都会を避けるようになったと指摘する声もある。